# 익스프레스 (1990년 영화)
《익스프레스》(영어: Narrow Margin)는 미국에서 제작된 피터 하이엄스 감독의 1990년 네오누아르 액션 스릴러 영화이다. 1952년 영화 《익스프레스》의 리메이크작이다. 진 해크먼 등이 출연하였고, 조너선 A. 짐버트 등이 제작에 참여하였다.

## 출연진
- 진 해크먼
- 앤 아처
- 제임스 B. 시킹
- J. T. 월시
- M. 에밋 월시
- 수전 호건
- J. A. 프레스턴
- 케빈 맥널티
- 해리스 율린

## 기타 제작진
- 공동 제작: 제리 오프세이
- 협력 제작: 메리 아일츠
- 배역: 린 캐로
- 미술: 조엘 실러
- 의상: 엘런 미로지닉